# Luoghi dell'Olocausto in Italia
La lista dei luoghi della Shoah in Italia offre un grandangolo dei luoghi associati alla Shoah in Italia, a partire dall'emanazione delle leggi razziali nel 1938 fino alla Liberazione nel 1945. Comprende l'indicazione dei campi di internamento, transito e sterminio, delle caserme e delle prigioni dove gli ebrei furono incarcerati, delle stazioni ferroviarie da cui partirono i convogli, dei paesi che furono teatro di retate e di eccidi, ma anche dei luoghi dove gli ebrei trovarono rifugio e assistenza dalle persecuzioni.

## Le persecuzioni razziali fasciste (1938-1939)
Nel 1938, in seguito alla pubblicazione del Manifesto della razza, in Italia furono emanate le leggi razziali, le quali implicarono la creazione di istituzioni statali preposte alla loro applicazione. Da parte ebraica le leggi razziali comportarono la formazione di una rete di agenzie (in primo luogo scuole) in grado di gestire autonomamente quei servizi che lo Stato fascista ora non forniva più.

### I luoghi della discriminazione
- 1) Palazzo del Viminale (Roma). Il Ministero dell'interno fu sede, dal 1938 al 1943, della Direzione generale Demografia e Razza.
- 2) La difesa della razza (1938-1943), rivista stampata dall'Editrice Tumminelli a Roma.

### I luoghi della resistenza ebraica

#### Le scuole
- 1) Scuole ebraiche di Milano
- 2) Scuole ebraiche di Ferrara

## La seconda guerra mondiale (I): L'Italia alleata della Germania nazista (1940-1944)
La prima conseguenza dell'entrata in guerra dell'Italia nel giugno 1940 al fianco della Germania nazista fu l'istituzione di una fitta rete di campi di internamento riservati in primo luogo ai profughi ebrei stranieri, ma anche a quegli ebrei italiani ritenuti "pericolosi" perché antifascisti. Per la prima volta si verificarono anche episodi di violenza antebraica, che a Trieste e Ferrara sfociarono nel saccheggio delle locali sinagoghe. La maggior parte dei campi di internamento (e tra loro i più grandi, quelli di Campagna e di Ferramonti di Tarsia) furono situati nel Sud Italia, un elemento questo che nel seguito della guerra si mostrerà decisivo per la salvezza degli internati. La vita nei campi fu difficile, ma il modello adottato fu piuttosto quello dei campi di confino; agli internati era concessa una certa libertà di movimento e autonomia organizzativa, e la possibilità di ricevere aiuti e assistenza dall'esterno.
Da parte ebraica si rispose con l'istituzione della DELASEM (Delegazione per l'Assistenza degli Emigranti Ebrei), una società di assistenza per i profughi creata dall'Unione delle comunità israelitiche in Italia il 1º dicembre 1939. Durante tutto il primo periodo bellico fino all'8 settembre del 1943 la DELASEM poté svolgere legalmente un'opera fondamentale nell'assistenza dei profughi ebrei, rendendo meno dure le condizioni di vita nei campi, favorendo l'emigrazione di migliaia di internati e quindi sottraendoli di fatto allo sterminio. Le rete di rapporti stabiliti dalla DELASEM, specialmente con vescovi e ambienti cattolici, sarà decisiva per la continuazione delle sue attività in una condizione di clandestinità dopo l'8 settembre 1943.

### Campi di internamento in Italia
- 1) Campo di internamento di Agnone (Isernia, Molise), presso l'ex convento di S. Bernardino da Siena.
- 2) Campo di internamento di Alberobello (Bari, Puglia)
- 3) Campo di concentramento di Arbe (Fiume, Dalmazia) (giugno 1942 - settembre 1943)
- 4) Ateleta (L'Aquila, Abruzzo)
- 5) Campo di internamento di Bagno a Ripoli (Firenze, Toscana), presso Villa La Selva (luglio 1940 - settembre 1943)
- 6) Campo di internamento di Bojano (Campobasso, Molise) presso l'ex Tabacchificio
- 7) Campo di internamento di Campagna (Salerno, Campania) (giugno 1942 - settembre 1943)
- 8) Capannori (Lucca, Toscana)
- 9) Carana (Cosenza, Calabria)
- 10) Campo di internamento di Casoli (Chieti, Abruzzo)
- 11) Campo di internamento di Chieti (Abruzzo)
- 12) Campo di internamento di Civitella in Val di Chiana (Arezzo, Toscana), presso Villa Oliveto
- 13) Campo di internamento di Corropoli (Teramo, Abruzzo), presso Badia Celestina.
- 14) Campo di internamento di Ferramonti di Tarsia (Cosenza, Calabria) (giugno 1940 - settembre 1943)
- 15) Campo di internamento di Gioia del Colle (Bari, Puglia)
- 16) Campo di internamento di Isernia (Molise) denominato "Antico Distretto" presso l'ex convento di S. Maria delle Monache
- 17) Campo di internamento di Isola del Gran Sasso (Teramo, Abruzzo)
- 18) Campo di internamento di Lama dei Peligni (Chieti, Abruzzo), presso un edificio nel centro del paese (luglio 1940 - settembre 1943)
- 19) Campo di internamento di Lanciano (Chieti, Abruzzo)
- 20) Campo di internamento di Manfredonia (Foggia, Puglia), presso il Macello Comunale (giugno 1940 - settembre 1943)
- 21) Marsiconuovo (Potenza, Basilicata)
- 22) Campo di internamento di Montechiarugolo (Parma, Emilia-Romagna)
- 23) Montefiascone (Viterbo, Lazio)
- 24) Campo di internamento di Nereto (Teramo, Abruzzo)
- 25) Campo di internamento di Notaresco (Teramo, Abruzzo)
- 26) Osimo
- 27) Campo di internamento di Scipione (Parma, Emilia-Romagna)
- 28) Sforzacosta (Macerata, Marche)
- 29) Terranova di Polino (Potenza, Basilicata)
- 30) Campo di internamento di Tortoreto (Teramo, Abruzzo), presso l'attuale municipio di Tortoreto e una villa a Tortoreto Stazione, ora Alba Adriatica (luglio 1940 - settembre 1943)
- 31) Campo di internamento di Tossicia (Teramo, Abruzzo)
- 32) Campo di internamento delle Tremiti (Foggia, Puglia)
- 33) Tuscania (Viterbo, Lazio)
- 34) Campo di internamento di Urbisaglia (Macerata, Marche) (giugno 1940 - ottobre 1943)
- 35) Valentano (Viterbo, Lazio)
- 36) Campo di internamento di Istonio, attuale Vasto (Chieti, Abruzzo)
- 38) Risiera di San Sabba  (Trieste - Friuli Venezia Giulia)
- 39) Campo di internamento di Vinchiaturo (Campobasso, Molise)
- 40) Campo di internamento di Casacalenda (Campobasso, Molise)

### Episodi di violenza anti-ebraica
- 1) Assalto alla sinagoga di Ferrara (21 settembre 1941)
- 2) Assalto alla sinagoga di Trieste (18 luglio 1942)

### Centrali operative della DELASEM
- 1) DELASEM di Genova, ufficio centrale
- 2) Orfanotrofio di Villa Emma, Nonantola

## L'occupazione tedesca e la Repubblica Sociale Italiana (1943-1945)
Con l'occupazione tedesca successiva all'armistizio dell'8 settembre 1943 e la costituzione della Repubblica Sociale Italiana si mette in moto anche in Italia la macchina di morte della Shoah, con l'intento di applicare la "soluzione finale" all'intera popolazione ebraica in Italia. Non mancano gli eccidi e le stragi in loco, ma la persecuzione si realizza in primo luogo attraverso l'arresto e la deportazione degli ebrei verso i campi di sterminio dell'Europa centrale. Dai campi di internamento si passa ad un sistema integrato di campi di concentramento e transito finalizzato all'organizzazione di trasporti ferroviari verso i campi di sterminio, in primo luogo Auschwitz. Si richiede anche un'azione capillare di polizia per la ricerca e la cattura dei fuggitivi. A tale opera si dedicano le truppe di occupazione tedesca ma anche in modo sistematico, a partire dal 30 novembre 1943, le autorità di polizia e le milizie della Repubblica Sociale Italiana.
Gli ebrei d'altro lato sono aiutati da una vasta rete di solidarietà. La DELASEM prosegue la sua opera nella clandestinità forte del supporto decisivo di non ebrei che ne tengono in vita le centrali operative a Genova e Roma. Privati cittadini, ma anche istituti religiosi, orfanotrofi, parrocchie aprono le loro porte ai fuggitivi. La geografia dei luoghi di rifugio offre una mappa impressionante delle dimensioni del fenomeno.

### Retate, eccidi
- 1) Eccidi di Baveno, Arona, Orta, Mergozzo, Meina, Stresa, Pian Nava, Intra e Novara (cfr. Olocausto del Lago Maggiore: 13-19 settembre).
- 2) Strage di Meina (22-23 settembre 1943).
- 3) Eccidio di Orta di Atella (30 settembre 1943) in cui morirono 25 civili, tra donne e uomini.
- 4) Eccidio di Intra (11 ottobre 1943). Uccisione di Ettore Ovazza e della sua famiglia traslocati da Gressoney-Saint-Jean a Intra tramite le SS
- 5) Rastrellamento del ghetto di Roma (16 ottobre 1943). I deportati ad Auschwitz furono 1023, di cui solo 16 i sopravvissuti.
- 6) Retata alla sinagoga di Genova (3 novembre 1943)
- 7) Eccidio di Ferrara (15 novembre 1943)
- 8) Prima retata al ghetto di Venezia (31 dicembre 1943).
- 9) Retata a Trieste (20 gennaio 1944)
- 10) Eccidio delle Fosse Ardeatine (24 marzo 1944). 75 delle 335 vittime della rappresaglia erano ebrei.
- 11) Rastrellamento degli ebrei stranieri internati a San Donato Val di Comino (6 aprile 1944). Dei 16 deportati ad Auschwitz sopravvissero solo 3.
- 12) eccidio dei 40 martiri a Gubbio (22 giugno 1944). Rappresaglia con due minori e due donne tra le vittime. Rastrellate ottanta persone, 40 hanno scavato la fossa per i 40 trucidati.
- 13) Eccidio di Casa Pardo Roques (Pisa, 1º agosto 1944). 7 delle 12 vittime era ebrei, incluso Giuseppe Pardo Roques.
- 14) Strage di Rignano (3 agosto 1944). Nella Villa del Focardo, nel comune di Rignano sull'Arno, milizie naziste uccisero la moglie e le due figlie di Robert Einstein, cugino di Albert Einstein.
- 15) Eccidio di Sant'Anna di Stazzema (Lucca) (12 agosto 1944).
- 16) Seconda retata al ghetto di Venezia (17 agosto 1944).
- 17) Eccidio del Padule di Fucecchio (23 agosto 1944) 175 vittime civili tra donne, uomini e bambini. (Non sembra ci fossero ebrei fra le vittime).
- 18) Liquidazione del Campo di concentramento di Forlì (5 e 17 settembre 1944). Almeno 17 delle 37 vittime erano ebrei.
- 19) Strage di Cuneo (25 aprile 1945). 6 profughi ebrei fucilati dalle Brigate Nere in fuga.[3]
- 20) Strage di Marzabotto (29 settembre e il 5 ottobre 1944) furono comprovate 775 morti.
- 21) Eccidio di San Terenzo Monti (19 agosto 1944) 159 vittime.

### Caserme di polizia, prigioni, luoghi di detenzione
- 1) Carcere di Marassi (Genova).
- 2) Carcere di Regina Coeli (Roma).
- 3) Carcere di San Vittore (Milano).
- 4) Carcere "Le Nuove" (Torino), ora museo.
- 5) Casa di Riposo Israelitica del ghetto di Venezia. Nel dicembre 1943 fu usata come luogo di detenzione degli ebrei della provincia di Venezia in attesa di deportazione.
- 6) Palazzo Salviati (Roma), via della Lungara 82-83. Nell'allora collegio militare furono rinchiusi dal 16 al 18 ottobre 1943, fino alla deportazione, gli oltre 1000 ebrei catturati nella retata al ghetto di Roma. L'edificio è oggi sede dell'Istituto alti studi per la difesa.
- 7) Teatro Olimpico (Vicenza). Fu usato come temporaneo luogo di detenzione per ebrei in attesa di deportazione.
- 8) Villa Triste di Trieste, via Bellosguardo 8. Vi operò l'Ispettorato speciale di pubblica sicurezza per la Venezia Giulia. La Villa si trovava in un edificio oggi demolito.
- 9) Villa Triste di Firenze, via Bolognese 67. Vi operò la 92ª legione della Milizia Volontaria per la Sicurezza Nazionale (conosciuta come Banda Carità). L'edificio è ancora integro. Lo spiazzo davanti ad esso è oggi intitolato alla memoria del partigiano Bruno Fanciullacci, che a Villa Triste morì il 25 luglio 1944.
- 10) Villa Triste di Torino, presso Caserma Alessandro la Marmora, via Asti 22
- 11) Villa Triste di Roma, via Tasso, ora Museo storico della Liberazione.
- 12) Villa Triste di Milano, Villa Fossati, via Paolo Uccello. Vi operò la cosiddetta Banda Koch.
- 13) Villa Triste di Milano, via Rovello.
- 14) Villa Triste di Genova, nell'attuale corso Aldo Gastaldi. Fu sede della polizia delle 29. Waffen-Grenadier-Division der SS (le SS italiane), delle stesse SS e della Gestapo. Ora Casa dello Studente (Genova). Esiste un progetto della Regione per la sistemazione museale.

### Campi di concentramento e transito

#### Campi di concentramento e transito istituiti dalle autorità tedesche
- 1) Campo di Fossoli
- 2) Campo di transito di Bolzano (maggio 1944 - maggio 1945)
- 3) Risiera di San Sabba (Trieste)
- 4) Campo di concentramento di Borgo San Dalmazzo (Piemonte) (settembre 1943 - febbraio 1944)
- 5) Campo di concentramento di Afragola (Campania) (1943)

#### Campi di concentramento provinciali istituiti dalla Repubblica Sociale Italiana
- 1) Alessandria: campo di concentramento di San Martino di Rosignano. Per donne straniere
- 2) Ancona: campo di concentramento di Senigallia, presso la Colonia marina UNES. VI passarono 20-30 ebrei trasferiti a Fossoli nel maggio 1944.
- 3) Aosta: campo di concentramento di Aosta, presso la caserma Mottina. Gli internati furono trasferiti a Fossoli in tre riprese: 20 gennaio 1944, 17 febbraio 1944 e 16 marzo 1944.
- 4) Asti: campo di concentramento di Asti, presso il Palazzo del Seminario di Asti. Gi internati furono trasferiti a Fossoli in febbraio, e quindi in maggio con tappa nelle carceri di Torino e Milano.
- 5) Cuneo: campo di concentramento di Borgo San Dalmazzo. Circa 30 internati.
- 6) Ferrara: campo di concentramento di Ferrara, nei locali del Tempio Israelitico di rito italiano. Gli internati furono trasferiti a Fossoli in tre riprese: 12 febbraio 1944, 25 febbraio 1944 e 6 marzo 1944.
- 7) Firenze: campo di concentramento di Bagno a Ripoli, presso la Villa La Selva. I prigionieri furono trasferiti a Fossoli il 26 gennaio 1944 per essere deportati il 30 gennaio 1944 da Milano.
- 8) Forli: campo di concentramento di Forlì, presso l'Albergo Commercio di Corso Diaz.
- 9) Servigliano: campo di concentramento di Servigliano (Ascoli Piceno)
- 10) Genova: campo di concentramento di Coreglia Ligure (spesso erroneamente definito "campo di concentramento di Calvari di Chiavari") (12 dicembre 1943 - 21 gennaio 1944). Per il campo passarono 29 ebrei, tutti deportati a Milano, via Genova.
- 11) Grosseto: campo di concentramento di Roccatederighi, presso la Villa del Seminario di proprietà della Curia vescovile. Due trasferimenti a Fossoli: 18 aprile 1944 e 11 giugno 1944.
- 12) Imperia: campo di concentramento di Vallecosia, presso la caserma.
- 13) Lucca: campo di concentramento di Bagni di Lucca, presso la Villa Cardinali in località Bagni Caldi. I prigionieri furono trasferiti a Milano il 25 gennaio 1944.
- 14) Macerata: campo di concentramento di Sforzacosta. Vi furono rinchiusi anche gli ex detenuti del campo di internamento di Urbisaglia. Trasferimento a Fossoli in marzo.
- 15) Mantova: campo di concentramento di Mantova, presso la Casa di riposo israelitica. Deportati il 5 aprile 1944.
- 16) Milano: campo di concentramento di Milano, presso il carcere di San Vittore
- 17) Padova e Rovigo: campo di concentramento di Vo' Vecchio (Padova), presso la Villa Contarini-Venier. (3 dicembre 1943 - 17 luglio 1944). Trasferimento alla Risiera di San Sabba.
- 18) Parma: campo di concentramento di Salsomaggiore, presso il Castello degli Scipioni (per gli uomini) e campo di Monticelli Terme, presso l'Albergo Bagni (per le donne e i bambini) (6 dicembre 1943 - 9 marzo 1944). Trasferimento a Fossoli.
- 19) Perugia: campo di concentramento di Perugia, presso l'istituto magistrale.
- 20) Piacenza e provincia: campo di concentramento di Cortemaggiore
- 21) Ravenna: campo di concentramento di Ravenna, presso le carceri.
- 22) Reggio Emilia: campo di concentramento di Reggio Emilia, prima presso Casa Sinigaglia, poi a Villa Corinaldi e infine a Villa Levi di Coviolo.
- 23) Roma: campo di concentramento di Roma, presso il carcere di Regina Coeli.
- 24) Savona: campo di concentramento di Spotorno
- 25) Sondrio: campo di concentramento di Sondrio, presso gli uffici sanitari del comune in via Nazario Sauro.
- 26) Teramo: campo di concentramento di Teramo, presso la caserma Mezzacapo, e campo di Servigliano (Ascoli Piceno).
- 27) Venezia: campo di concentramento di Venezia, presso la Casa di Riposo Israelitica nel ghetto di Venezia (dai primi di dicembre 1943 al 31 dello stesso mese).
- 28) Vercelli: campo di concentramento di Vercelli, nella cascina Ara Vecchia di proprietà del Comune, e poi nella Casa di Riposo Vittorio Emanuele III.
- 29) Verona: campo di concentramento di Verona, presso la Caserma B, locata nella Torre comunale-scaligera della Porta Rofiolana, in via Pallone.
- 30) Vicenza: campo di concentramento di Tonezza del Cimone, presso la Colonia Umberto I (20 dicembre 1943 - 30 gennaio 1944). Per il campo passarono 45 ebrei di cui 42 deportati a Auschwitz.
- 31) Viterbo: campo di concentramento di Viterbo, nel carcere di S. Maria in Gradi.

### Stazioni di partenza dei convogli di deportati
- 1) Stazione di Merano (16 settembre 1943). Primo convoglio di 25 deportati dall'Italia, destinazione Auschwitz[4].
- 2) Stazione di Roma Tiburtina (18 ottobre 1943). Deportazione di 1023 ebrei dalla retata al ghetto di Roma. Destinazione Auschwitz.
- 3) Stazione di Firenze Santa Maria Novella e Bologna (9 novembre 1943).
- 4) Stazione di Borgo San Dalmazzo (Cuneo) (21 novembre 1943). Destinazione Auschwitz, via Nizza Drancy.
- 5) Da Milano e Verona (6 dicembre 1943) e da Trieste (7 dicembre 1943). Destinazione: Auschwitz (11 dicembre 1943).
- 6) Trieste (6 gennaio 1944). Arrivo ad Auschwitz (12 gennaio 1944).
- 7) Trieste (28 gennaio 1944). Arrivo ad Auschwitz (2 febbraio 1944). Include gli anziani della Pia Casa Gentiluomo e Ospizio israelitico della città.
- 8) Stazione di Milano Centrale, binario 21, e Verona (30 gennaio 1944). Arrivo ad Auschwitz (6 febbraio 1944). Deportazione di circa 600 ebrei.
- 9) Stazione di Borgo San Dalmazzo (Cuneo) (15 febbraio 1944). Destinazione: campo di transito di Fossoli.
- 10) Campo di transito di Fossoli (19 febbraio 1944). Arrivo ad Auschwitz (23 febbraio).
- 11) Campo di transito di Fossoli (22 febbraio 1944). Arrivo ad Auschwitz (26 febbraio 1944). Include Primo Levi.
- 12) Trieste (26 febbraio 1944). Arrivo ad Auschwitz (1º marzo 1944).
- 13) Trieste (29 marzo 1944), Arrivo ad Auschwitz (4 aprile 1944).
- 14) Campo di transito di Fossoli, Mantova e Verona (5 aprile 1944). Arrivo ad Auschwitz (10 aprile 1944).
- 15) Trieste (27 aprile 1944). Arrivo ad Auschwitz (30 aprile 1944).
- 16) Campo di transito di Fossoli (16 maggio 1944). Arrivo a Bergen-Belsen (20 maggio 1944). Arrivo a Auschwitz (23 maggio 1944).
- 17) Milano (19 maggio 1944). Arrivo a Bergen-Belsen (23 maggio 1944).
- 18) Trieste (1º giugno 1944). Arrivo ad Auschwitz (3 giugno 1944).
- 19) Trieste (12 giugno 1944). Arrivo ad Auschwitz (16 giugno 1944).
- 20) Trieste (21 giugno 1944). Arrivo ad Auschwitz (25 giugno 1944).
- 21) Campo di transito di Fossoli e Verona (26 giugno 1944). Arrivo ad Auschwitz (30 giugno 1944).
- 22) Trieste (11 luglio 1944). Arrivo ad Auschwitz (14 luglio 1944).
- 23) Trieste (31 luglio 1944). Arrivo ad Auschwitz (3 agosto 1944).
- 24) Verona (2 agosto 1944). Arrivo ad Auschwitz (6 agosto 1944).
- 25) Trieste (11 agosto 1944). Arrivo ad Auschwitz (16 luglio 1944).
- 26) Trieste (2 settembre 1944). Arrivo ad Auschwitz (2 settembre 1944).
- 27) Trieste (3 ottobre 1944). Arrivo ad Auschwitz (9 ottobre 1944).
- 28) Bolzano-Gries (24 ottobre 1944). Arrivo ad Auschwitz (28 ottobre 1944).
- 29) Bolzano-Gries (14 dicembre 1944). Arrivo ad Ravensbruck e Flossenbürg.

### Luoghi di rifugio

#### Principali centrali operative clandestine della DELASEM
- 1) DELASEM di Genova, con sede presso la Curia arcivescovile di Genova
- 2) DELASEM di Roma, con sede presso la Casa Generalizia dei Padri Cappuccini, via Sicilia 159.

#### Istituti religiosi che ospitarono ebrei (lista incompleta)

##### Assisi
- 1) Monastero delle Clarisse
- 2) Monastero delle Suore Cappuccine tedesche
- 3) Monastero delle Stimmatine
- 4) Monastero delle benedettine di S. Apollinare
- 5) Monastero delle Collettive

##### Firenze
- 1) Istituto delle Suore Serve di Maria Santissima Addolorata, via Faentina. Nell'annesso collegio furono accolte 12 ragazze ebree.
- 2) Opera della Divina Provvidenza Madonnina del Grappa, a Rifredi, via delle Panche. Nell'orfanotrofio furono accolti diversi ragazzi ebrei, tra cui Loius Goldman.
- 3) Monastero dello Spirito Santo, a Varlungo. Le suore accolsero oltre una decina di ebrei.

##### Montecatini Terme (Pistoia, Toscana)
- 1) Villa Forini Lippi, via Provinciale Lucchese 39. La Villa ospitava allora un Orfanotrofio dell'Opera della Divina Provvidenza Madonnina del Grappa. Vi furono accolti almeno 3 bambini ebrei. La Villa è attualmente sede della Biblioteca comunale.

##### Montepulciano (Siena, Toscana)
- 1) Seminario Vescovile. Accoglie due bambini ebrei, i fratelli Gabriele e Davide Bedarida.

##### Roma
- 1) Basilica di San Bartolomeo all'Isola, Isola Tiberina. Nell'annesso convento i Padri Francescani vi accolsero circa 400 ebrei.
- 2) Case delle Religiose di Nostra Signora di Sion, via Garibaldi 28. Le suore vi accolsero 187 ebrei.
- 3) Chiesa del Preziosissimo Sangue di Nostro Signore Gesù Cristo, via Pannonia 10. Nell'annessa curia generalizia delle Suore Adoratrici del Sangue di Cristo furono nascosti parte dei 136 ebrei accolti dalla Congregazione.
- 4) Oratorio del Preziosissimo Sangue, via San Giovanni in Laterano 73. Nell'annessa casa delle Suore Adoratrici del Sangue di Cristo furono nascosti parte dei 136 ebrei accolti dalla Congregazione.
- 5) Casa delle Suore Adoratrici del Sangue di Cristo, via Nomentana 154. Nella casa furono nascosti parte dei 136 ebrei accolti dalla Congregazione.
- 6) Casa generalizia delle Suore di Carità di Nostra Signora del Buono e Perpetuo Soccorso, via Merulana 170. Vi furono nascosti 133 ebrei.
- 7) Casa delle Maestre Pie Filippini, largo Santa Lucia Filippini. 20. Vi furono nascosti parte dei 114 ebrei accolti dalla Congregazione.
- 8) Casa delle Maestre Pie Filippini, via Caboto 16. Vi furono nascosti parte dei 114 ebrei accolti dalla Congregazione.
- 9) Casa delle Maestre Pie Filippini, via Fornaci 161. Vi furono nascosti parte dei 114 ebrei accolti dalla Congregazione.
- 10) Chiesa di Santa Maria dei Sette Dolori, via Garibaldi 27. Nell'annesso convento, le Suore Oblate Agostiniane vi accolsero 103 ebrei.
- 11) Casa delle Suore della Presentazione di Maria, via Milazzo 11a. Vi furono nascosti parte dei 102 ebrei accolti dalla Congregazione.
- 12) Casa delle Suore della Presentazione di Maria, via S. Agata dei Goti 10. Vi furono nascosti parte dei 102 ebrei accolti dalla Congregazione.
- 13) Casa delle Orsoline dell'Unione Romana, via Nomentana 234. Vi furono accolti 103 ebrei.
- 14) Chiesa della Trasfigurazione di Nostro Signore Gesù Cristo, piazza della Trasfigurazione. La parrocchia nascose circa 100 ebrei.
- 15) Basilica di Santa Croce a Via Flaminia. I Padri Stimmatini accolsero circa 100 ebrei.
- 16) Casa delle Adoratrici del Preziosissimo Sangue canadesi, via F. D. Guerrazzi 80. Vi furono accolti 80 ebrei.
- 17) Basilica di Santa Croce in Gerusalemme, nella piazza omonima. La parrocchia accolse 80 ebrei.
- 18) Istituto Clarisse Missionarie Francescane del SS. Sacramento, via Vicenza 33. Vi furono accolti 76 ebrei.
- 19) Pontificio seminario lombardo. Accolse 63 ebrei.
- 20) Chiesa Nuova (Santa Maria in Vallicella). Nell'annesso palazzo dei Filippini furono accolti una quarantina di ebrei.
- 21) Chiesa di Santa Maria in Campitelli. La parrocchia accolse 38 ebrei.
- 22) Chiesa di San Gioacchino in Prati. La parrocchia accolse 13 ebrei.
- 23) Chiesa di San Bonaventura al Palatino. Il convento accolse 10 ebrei.

## Quadro riassuntivo, per regione e provincia

### Abruzzo

#### Chieti
- Ebrei internati : 411
  - Campi di internamento : Istonio Marina (oggi Vasto)* (51/1) -- Lanciano* (45/0) -- Chieti* (17/2) -- Casoli* (13/0) -- Lama dei Peligni* (6/0)
  - Internamento libero : Guardiagrele (61/11) -- Atessa (37/2) -- Villa Santa Maria (27/1) -- Orsogna (26/5) -- Rapino (24/6) -- Castel Frentano (19/14) -- Castiglione Messer Marino (19/0) -- Bomba (18/0) -- Fara Filiorum Petri (11/4) -- Bucchianico (8/1) -- Casalbordino (8/0) -- Torricella Peligna (7/0) -- Archi (6/0) -- Palena (4/0) -- Scerni (2/0) -- Gissi (1/0) -- Ortona a mare (1) -- Paglieta (1/0)

- Ebrei deportati :
  - Luoghi di arresto : Chieti (6), Guardiagrele (5), Lanciano (4), Orsogna (4), Castelfrentano (2), Fara Filiorum Petri (2), Bucchianico (1)

#### L'Aquila
- Ebrei internati : 225
  - Internamento libero : L'Aquila (42/1) -- Avezzano (25/3) -- Castel di Sangro (20/0) -- Pizzoli (20/0) -- Pescina (18/1) -- Carsoli (17/0) -- Alfedena (16/4) -- Scurcola Marsicana (15/0) -- Montereale (13/1) -- Navelli (9) -- Ateleta (8/0) -- Luco dei Marsi (4) -- Rocca di Mezzo (4) -- Capestrano (3) -- Casteldisangro (2) -- Pescocostanzo (2) -- Barisciano (1) -- Civitella Roveto (1) -- Gioia dei Marsi (1) -- Pereto (3) -- Pescasseroli (1)

- Ebrei deportati :
  - Luoghi di arresto : Carsoli (5), Luco dei Marsi (4), Avezzano (3), L'Aquila (3), Capestrano (2), Pereto (2), Pizzoli (1), Capestrano (2), Pescina (1)

#### Macerata
- Ebrei deportati :
  - Luoghi di arresto : Camerino (12)

#### Pescara
- Ebrei internati : 34
  - Internamento libero : Penne (11) -- Caramanico (5) -- Città Sant'Angelo (5) -- Collecorvino (4) -- Montesilvano (4) -- Pianella (4) -- Farindola (1)

- Ebrei deportati :
  - Luoghi di arresto : Civitaquana (3)

#### Teramo
- Ebrei internati : 349
  - Campi di internamento : Civitella del Tronto* (152) -- Nereto* (44) -- Tortoreto* (19) -- Notaresco* (14) -- Isola del Gran Sasso* (7) -- Cf. <Corropoli*[5] e Tossicia[6]
  - Internamento libero : Penna Sant'Andrea (22/0) -- Atri (15/1) -- Cermignano (10) -- Castilenti (5) -- Campli (3) -- Fano Adriano (3) -- Città Sant'Angelo (1) -- Rocca Santa Maria (2) -- Sant'Omero (3) -- Torricella Sicura (1) -- Tortoreto Alto (1)

- Ebrei deportati :
  - Luoghi di arresto : Civitella del Tronto (145)

### Lazio
Il Lazio accoglieva un numero elevato di ebrei, concentrati in prevalenza a Roma. Accolse un numero relativamente limitato di internati (130) rispetto alle altre regioni dell'Italia centrale. Le concentrazione più elevate furono nei comuni di San Donato Val di Comino (25), Fara in Sabina (21) e Picinisco (15).
Dopo l'8 settembre fino alla liberazione nel giugno-luglio 1944, gli ebrei, italiani e ex-internati, dovettero tutti nascondersi per sfuggire alle deportazioni. Le situazioni più critiche si ebbero a Roma, San Donato Val di Comino (con 16 deportati) e Borbona (6).

#### Frosinone
- Internati : 46
  - Luoghi di internamento libero : San Donato Val di Comino (25/16) -- Picinisco (15/0) -- Fiuggi (3/0) -- Sora (2/0) -- Frosinone (1/0)

- Arrestati : 16
  - Luoghi di arresto : San Donato Val di Comino (16)

#### Roma
- Internati : --
  - Internamento libero : --

- Arrestati : 1755
  - Luoghi di arresto : Roma (1755)

#### Rieti
- Internati : 40
  - Internamento libero : Fara Sabina (loc. Farfa) (21/1) -- Borbona (6/6) -- Belmonte Sabino (3/0) -- Cittaducale (2/2) -- Rieti (2/0) -- Rivodutri (2/2) -- Collevecchio (1/0) -- Forano (1) -- Castelnuovo di Farfa (loc. Granica) (1/0) -- Leonessa (1/1)

- Deportati : ??
  - Luoghi di arresto : Rieti (11), Lacubo Posta (1)

#### Viterbo (44 internati)
- Internati : 44
  - Luoghi di internamento libero : Montefiascone (7/0) -- Cellere (6/0) -- Bolsena (4/0) -- Viterbo (4/0) -- Castiglione in Teverina (3) -- Corchiano (3) -- Acquapendente (2) -- Canepina (2) -- Capodimonte (2) -- Grotte di Castro (2) -- Ischia di Castro (2) -- San Lorenzo Nuovo (2) -- Caprarola (1) -- Graffignano (1) -- Nepi (1) -- Tuscania (1) -- Vitorchiano (1)

- Arrestati : 13[7]
  - Luoghi di arresto : Viterbo (6), Bolsena (2), San Lorenzo Nuovo (2), Faleria (1), Graffignano (1)
  - Luoghi di detenzione : Carcere di Santa Maria in Gradi (Viterbo) [attuale sede dell'Università degli Studi della Tuscia]

### Lombardia

#### Brescia[8]
- Ebrei residenti (1938) : 118

- Internati : 68
  - Luoghi di internamento libero : Pralboino (18/6) -- Quinzano d'Oglio (8/0) -- Calcinato (7/0) -- Borgo San Giacomo (6/0) -- Carpendolo (6/0) -- Bedizzolo (5/0) -- Toscolano Maderno (4/0) -- Gambara (3/0) -- Salò (3/1) -- Brescia (2/0) -- Maderno (2/0) -- Breno (1/0) -- Gardone Riviera (1/0) -- Palazzolo dell'Oglio (1/0) -- Sirmione (1/0)

- Arrestati : 24[9]
  - Luoghi di arresto : Pralboino (6) -- Brescia (3) -- Remedello (3) -- Gavardo (2) -- Desenzano (2) -- Gardone Riviera (2) -- Calvagese Riviera (2) -- Gussago (1) -- Tignale (1)

### Piemonte

#### Alessandria
- Ebrei residenti (1938) : '

- Internati : 
  - Luoghi di internamento libero : Casale Monferrato (7), Acqui Terme (5)

- Arrestati : 
  - Luoghi di arresto : Casale Monferrato (19), Acqui Terme (12), Alessandria (8), Novi Ligure (3), Lu Monferrato (1), Pasturana (1), Terzo (1), Vesime (1), Visone (1)

### Toscana

#### Arezzo
- Ebrei residenti (1938) : 34
  - Luoghi di residenza :

- Ebrei internati (1940-43) : 143
  - Campi di internamento : Civitella in Val di Chiana (Villa Oliveto)
  - Luoghi di internamento : Arezzo, Cortona

- Ebrei arrestati e deportati (1943-44): 64
  - Luoghi di arresto : Civitella in Val di Chiana (60) -- Arezzo (2) -- Badia al Pino (2) -- Bibbiena (1) -- Poppi (1)
  - Luoghi di detenzione : Campo di concentramento provinciale di Civitella in Val di Chiana (Villa Oliveto)
  - Luoghi di morte : Civitella in Val di Chiana -- Biforco
  - Luoghi di rifugio : Monastero di Camaldoli -- La Verna -- Giampereta, fraz. di Chiusi della Verna -- Anghiari

#### Firenze
- Ebrei italiani residenti (1938): 2.326
  - Principali luoghi di residenza: Firenze

- Ebrei "stranieri" internati (1940-43): 53
  - Campi di internamento: Bagno a Ripoli (Villa La Selva)

- Ebrei arrestati e deportati (1943-44): 311
  - Luoghi di arresto: Firenze (271), Impruneta (9), Reggello (5), Fiesole (3), Grassina (3)
  - Luoghi di detenzione : Campo di concentramento provinciale di Bagno a Ripoli
  - Luoghi di rifugio : Firenze, Montespertoli, Gambassi

#### Grosseto
- Ebrei italiani residenti (1938): 149
  - Principali luoghi di residenza: Grosseto, Pitigliano

- Ebrei "stranieri" internati (1940-43): 68
  - Principali luoghi di internamento: Arcidosso (27), Pari (Civitella Paganico) (19), Castel del Piano (8), Roccalbegna (8)

- Ebrei arrestati e deportati (1943-44): 38
  - Principali luoghi di arresto: Arcidosso (20), Roccalbegna (7), Pitigliano (4), Castell'Azzara (4)
  - Luoghi di detenzione: Campo di concentramento provinciale di Roccatederighi

#### Livorno
- Ebrei italiani residenti (1938): 2.332
  - Luoghi di residenza: Livorno

- Ebrei "stranieri" internati (1940-43): --
  - Luoghi di internamento: --

- Ebrei arrestati e deportati (1943-44): 33
  - Luoghi di arresto: Gabbro (Rosignano Marittimo) (17), Guasticce (8), Livorno (4), Ardenza (3)
  - Luoghi di rifugio : Sassetta

#### Lucca
- Ebrei italiani residenti (1938): 315
  - Principali luoghi di residenza:

- Ebrei "stranieri" internati (1940-43): 99
  - Principali luoghi di internamento: Castelnuovo Garfagnana (67), Bagni di Lucca (32)

- Ebrei arrestati e deportati (1943-44): 112
  - Luoghi di arresto : Castelnuovo Garfagnana -- Bagni di Lucca -- Marlia (fraz. di Capannori) (8) -- Seravezza (7)
  - Luoghi di detenzione : Campo di concentramento provinciale di Bagni di Lucca -- Campo di concentramento di Colle di Compito
  - Luoghi di rifugio' : Capannori -- Terrinca (fraz. di Stazzema)

#### Massa Carrara
- Ebrei italiani residenti (1938): 78
  - Principali luoghi di residenza:

- Ebrei "stranieri" internati (1940-43): --
  - Principali luoghi di internamento: --

- Ebrei arrestati e deportati (1943-44): 
  - Principali luoghi di arresto:

#### Pisa
- Ebrei italiani residenti (1938): 416
  - Principali luoghi di residenza: Pisa

- Ebrei "stranieri" internati (1940-43): 2
  - Principali luoghi di internamento: Santa Luce (2)

- Ebrei arrestati e deportati (1943-44): 16
  - Principali luoghi di arresto: Chianni (11), Monteverdi Marittimo (2), Santa Croce sull'Arno (2)

#### Pistoia
- Ebrei italiani residenti (1938): 62
  - Principali luoghi di residenza:

- Ebrei "stranieri" internati (1940-43): 45
  - Principali luoghi di internamento: Montecatini Terme (10), Prunetta (9)

- Ebrei arrestati e deportati (1943-44): 84
  - Principali luoghi di arresto: Montecatini Terme (22), Borgo a Buggiano (18), Prunetta (9), Cutigliano (7), Serravalle Pistoiese (7), Monsummano Terme (7), Agliana (7)

#### Siena
- Ebrei italiani residenti (1938): 219
  - Principali luoghi di residenza: Siena

- Ebrei "stranieri" internati (1940-43): 12
  - Principali luoghi di internamento: Colle Val d'Elsa (3)

- Ebrei arrestati e deportati (1943-44): 17
  - Principali luoghi di arresto: Siena (15), Asciano (2)

### Umbria

#### Perugia
- Ebrei residenti (1938) : 180
  - Luoghi di residenza :

- Ebrei internati (1940-43) : 102
- Luoghi di internamento : Perugia (32) -- Umbertide (9) -- Todi (9) -- Cascia (7) -- Montefalco (6) -- Norcia (6) -- Città di Castello (5) -- Torgiano (5) -- Bevagna (4) -- Gubbio (3) -- Assisi (2) -- Civita Casanova (2) -- Giano dell'Umbria (2) -- Marsciano (2) -- Sellano (2) -- Valfabbrica (2) -- Bastia Umbra (1) -- Deruta (1) -- Monteleone di Spoleto (1) -- San Giustino (1)

- Ebrei arrestati (1943-44) : 3
  - Luoghi di arresto : Villamagna (fraz. di Gubbio (3)
  - Luoghi di morte : Villamagna (fraz. di Gubbio (3)
  - Luoghi di rifugio : Isola Maggiore

#### Terni
- Ebrei residenti (1938) : 48
  - Luoghi di residenza :

- Ebrei internati (1940-43) : 6
- Luoghi di internamento : Amelia (1) -- San Venanzo (2) -- Terni (3)

- Ebrei arrestati (1943-44) : ??

## Ebrei deportati secondo le provincie di arresto (dati CDEC)[10]
- Alessandria 48 -- Gorizia	34 -- Rieti	15
- Ancona 3 -- Grosseto 34 -- Roma 1694
- Aosta	12 -- Imperia 43 -- Rovigo	39
- Ascoli Piceno	33 -- Jugoslavia 39 -- Siena 17
- L’Aquila 26 -- Livorno 33 -- Sondrio	62
- Arezzo 28 -- Latina 1 -- La Spezia 8
- Asti	45 -- Lucca	108 -- Savona	10
- Belluno 32 -- Macerata 63 -- Teramo	157
- Bergamo 39 -- Milano	300	-- Trento	13
- Bologna 109 -- Mantova	44	-- Torino	253
- Bolzano 38 -- Modena	70	-- Trieste	554
- Brescia 21 -- Novara	20	-- Treviso	28
- Chieti 21	-- Piacenza	5	-- Udine	39
- Como 113	-- Padova	55	-- Varese	173
- Cremona 2	-- Pescara	1	-- Vercelli	24
- Cuneo	383	-- Pisa	16	-- Venezia	230
- Ferrara 71 -- Pola 7 -- Vicenza 44
- Firenze 302 -- Parma 70 -- Verona 45
- Fiume	225	-- Pistoia 77 -- Viterbo 11
- Forlì	11 -- Pavia 15
- Frosinone	15 -- Ravenna 22 -- Dato ignoto 585
- Genova 153 -- Reggio E. 18
- Totale					6806